# International Council on Educational Credential Evaluation
Das International Council on Educational Credential Evaluation (dt. Internationaler Rat für die Evaluation von Bildungsabschlüssen), kurz ICECE, ist eine rechtlich eigenständige Organisation mit engen Verbindungen zur UNESCO und zum Europarat und hat seinen Sitz in Brüssel.
Zu den Aufgabengebieten des ICECE gehört die Qualitätsüberprüfung von privatwirtschaftlichen akademischen Evaluationsunternehmen, die Förderung von und Beteiligung an Forschungsprojekten, die sich mit internationaler Hochschulbildung und der Anerkennung von Bildungsabschlüssen befassen, und die Information der allgemeinen Öffentlichkeit über Grundsätze und Instrumente der Anerkennung von Qualifikationen. In Zusammenarbeit mit staatlichen und nichtstaatlichen Partnerorganisationen veranstaltet das ICECE regelmäßig Konferenzen und Fachtagungen.